# Campeonato Europeo Sub-18 1990
El Campeonato Europeo Sub-18 1990 se llevó a cabo en Hungría del 24 al 29 de julio y contó con la participación de 8 selecciones juveniles de Europa provenientes de una fase eliminatoria.
Unión Soviética venció en la final a Portugal para ganar el título por sexta ocasión y segunda de manera consecutiva.

## Participantes
| - Bélgica - España - Hungría (anfitrión) - Inglaterra | - Irlanda - Portugal - Suecia - Unión Soviética |

## Resultados

### Llave Principal
|  | Cuartos de final    | Cuartos de final |                 |            | Semifinales | Semifinales |  |                          | Final       | Final       |  |
|  | 24 de julio         | 24 de julio      |                 |            | 26 de julio | 26 de julio |  |                          | 29 de julio | 29 de julio |  |
|  |                     |                  |                 |            |             |             |  |                          |             |             |  |
|  |                     |                  |                 |            |             |             |  |                          |             |             |  |
|  | Bélgica             | 1                |                 |            |             |             |  |                          |             |             |  |
|  | Bélgica             | 1                |                 |            |             |             |  |                          |             |             |  |
|  | Inglaterra (DP 4-5) | 1                |                 |            |             |             |  |                          |             |             |  |
|  | Inglaterra (DP 4-5) | 1                |                 | Inglaterra | 1           |             |  |                          |             |             |  |
|  |                     |                  |                 | Inglaterra | 1           |             |  |                          |             |             |  |
|  |                     |                  | Unión Soviética | 3          |             |             |  |                          |             |             |  |
|  | Suecia              | 0                | Unión Soviética | 3          |             |             |  |                          |             |             |  |
|  | Suecia              | 0                |                 |            |             |             |  |                          |             |             |  |
|  | Unión Soviética     | 3                |                 |            |             |             |  |                          |             |             |  |
|  | Unión Soviética     | 3                |                 |            |             |             |  | Unión Soviética (DP 4-2) | 0           |             |  |
|  |                     |                  |                 |            |             |             |  | Unión Soviética (DP 4-2) | 0           |             |  |
|  |                     |                  | Portugal        | 0          |             |             |  |                          |             |             |  |
|  | Portugal (DP 3-1)   | 1                | Portugal        | 0          |             |             |  |                          |             |             |  |
|  | Portugal (DP 3-1)   | 1                |                 |            |             |             |  |                          |             |             |  |
|  | Hungría             | 1                |                 |            |             |             |  |                          |             |             |  |
|  | Hungría             | 1                |                 | Portugal   | 2           |             |  |                          |             |             |  |
|  |                     |                  |                 | Portugal   | 2           |             |  |                          |             |             |  |
|  |                     |                  | España          | 1          |             |             |  |                          |             |             |  |
|  | España              | 3                | España          | 1          |             |             |  |                          |             |             |  |
|  | España              | 3                |                 |            |             |             |  |                          |             |             |  |
|  | Irlanda             | 0                |                 |            |             |             |  |                          |             |             |  |
|  | Irlanda             | 0                |                 |            |             |             |  |                          |             |             |  |
|  |                     |                  |                 |            |             |             |  |                          |             |             |  |

### Ronda de Compensación

#### 5º - 8º Lugar
| Equipo 1 | Resultado | Equipo 2 |
| -------- | --------- | -------- |
| Bélgica  | 0-6       | Suecia   |
| Hungría  | 0-1       | Irlanda  |

#### Tercer lugar
| Equipo 1   | Resultado | Equipo 2 |
| ---------- | --------- | -------- |
| Inglaterra | 0-1       | España   |

## Campeón
| Eurocopa Sub-18 1990          |
| ----------------------------- |
| Bandera de la Unión Soviética |
| Unión Soviética 6º Título     |

## Clasificados al Mundial Sub-20
| - España - Inglaterra | - Irlanda - Portugal | - Suecia - Unión Soviética |